# Adolf Ziegler

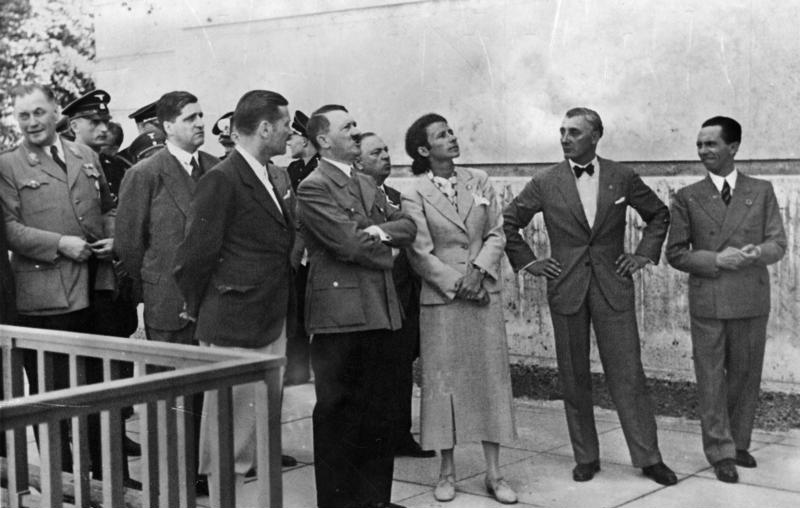
Ziegler v popředí vedle Hitlera, Gerdy Troostové a Josepha Goeblese při otevření Domu německého umění

Adolf Ziegler (16. října 1892 Brémy – 18. září 1959 Varnhalt, dnes Baden-Baden) byl německý malíř, který získal svoji slávu také díky politické činnosti za nacistického Německa. Jakožto prezident „Říšské komory výtvarných umění“ (Reichskunstkammer für bildenden Künste) dohlížel nad vyčištěním německého umění od zvrhlého umění. Byl oblíbeným malířem Adolfa Hitlera.

## Život
Adolf Ziegler se narodil v Brémách, jeho otec byl architektem. Nejprve studoval na Výmaru, poté na Akademii výtvarných umění v Mnichově. Účastnil se bojů první světové války. Po válce žil v Mnichově, kde pokračoval ve studiu na akademii. V roce 1925 se setkal s Hitlerem a v roce 1929 vstoupil do NSDAP. Po nástupu nacistů k moci v roce 1933 byl jmenován profesorem na mnichovské akademii a od roku 1937 byl prezidentem „Říšské komory výtvarných umění“. V roce 1935 byl jako „starý bojovník“ (Alter Kämpfer) vyznamenán Zlatým stranickým odznakem. Jeho malířské dílo bylo vysoce ceněno Adolfem Hitlerem. Mezi jeho nejznámější díla patří ženské akty čistokrevných árijek.
V roce 1936 provedla komise v čele s prezidentem Říšské komory výtvarných umění profesorem Adolfem Zieglerem „očištění“ fondů více než sta muzeí v Německu.. V nich byla zabavena díla mnoha umělců, včetně Emila Noldeho, Maxe Beckmanna, Oscara Kokoschky, George Grosze, Egona Schieleho. Seznam také zahrnoval díla Picassa, Gauguina, Matisse, Cézanna, Géricaulta či Vincenta van Gogha. Celkem šlo o více než 16 tisíc děl.
V srpnu 1944 na umělecké výstavě vyjádřil pochybnosti o správnosti Hitlerovy politiky, v důsledku čehož byl Gestapem zatčen a poslán do koncentračního tábora Dachau. Odtud byl o měsíc a půl později propuštěn na Hitlerův osobní rozkaz. Po válce byl Ziegler pro svou spolupráci s nacisty vyloučen z mnichovské akademie. Usadil se ve vesnici Varnhalt nedaleko Baden-Badenu, kde zemřel v roce 1959.

## Výběr z díla
- Německá žena
- Sedící akt, 1912
- Sedící akt na pohovce
- Čtyři elementy, do 1937
- Ženský akt, do 1942